# Sergey Şemyakïn
Sergey Şemyakïn (Kazachs: Сергей Шемякин) (Şımkent, 31 augustus 1995) is een Kazachs wielrenner die in 2015 reed voor Seven Rivers Cycling Team.

## Carrière
Als junior werd Şemyakïn in 2013 derde op het nationale kampioenschap op de weg en negende op het wereldkampioenschap. Een jaar later werd hij opgenomen in de selectie van Continental Team Astana. Nadat zijn ploeg werd opgedoekt reed Şemyakïn in 2015 voor Seven Rivers Cycling Team, dat tot eind mei een clubteam was.

## Ploegen
- 2014 –  Continental Team Astana
- 2015 –  Seven Rivers Cycling Team

Axmetov · Ayazbajev · Benfatto · Bïjigitov · Davïdenok · Fedosejev · Gackïy · Galejev · Ïşanov · Koelimbetov · Majdos · Okïşev · Panassenko · Pernebekov · Qojatajev · Rive · Scartezzini · Semenov · Şemyakïn